# Cheveux bleus

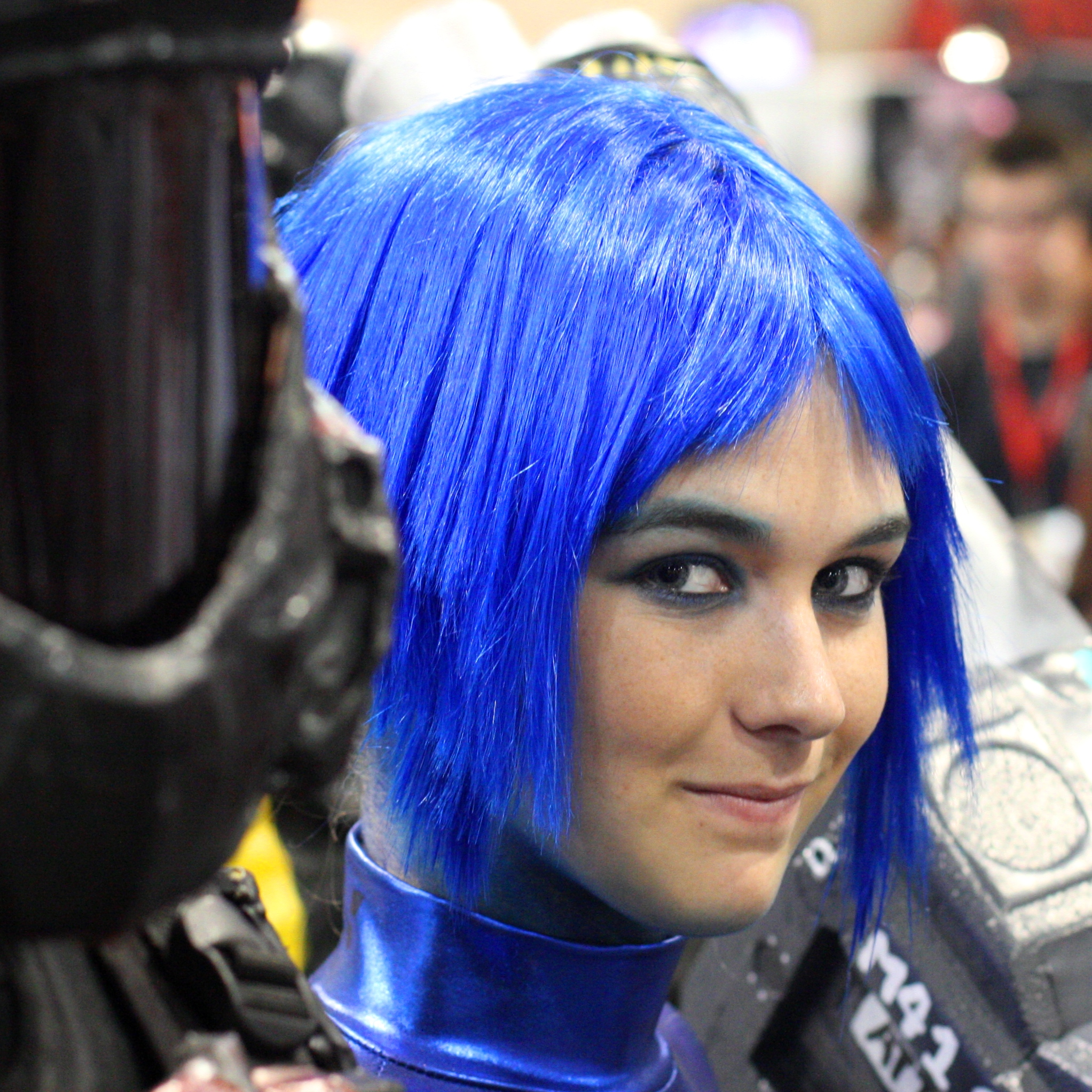

Les cheveux bleus sont obtenus chez les humains par une coloration, par le port d'une perruque ou par l'exposition permanente à des poussières de cobalt ou d'indigo. Le bleu n'est pas une couleur naturellement présente dans la couleur des cheveux.

## Aspects historiques et sociaux
Amitābha, un bouddha du bouddhisme mahayana et vajrayana, peut être représenté avec de longs cheveux bleus.
Pline l'Ancien et Ammien Marcellin disent des Agathyrses qu'ils se colorent les cheveux et le corps en bleu, les plus modestes arborant seulement des marques de cette couleur.
Dans la Rome antique, les prostituées pouvaient se colorer les cheveux en bleu (avec du pastel ou du lapis lazuli pulvérisé), en jaune (avec du safran), en rouge (avec du jus de betterave), avec de la poudre d'or ou avec de la cendre parfumée. Le bleu pouvait référer à l'écume marine qui avait engendré Vénus, déesse de l'amour, et des poissons engendrés avec elle.
De nos jours, le terme de « cheveux bleus » est parfois utilisé sur internet à titre péjoratif, notamment pour désigner des personnes appartenant à la communauté LGBT ou considérées comme étant des « Social justice warriors (SJW) ».

## Mentions dans les arts
Poséidon est décrit comme « le monstre aux cheveux bleus » par Victor Hugo dans La Légende des siècles.
Certains personnages de la tapisserie de Bayeux sont représentés avec des cheveux bleus.
Dans La Chevelure, Charles Baudelaire évoque des cheveux bleus, à la sixième strophe :
Cheveux bleus, pavillon de ténèbres tendues

Vous me rendez l'azur du ciel immense et rond ;

Sur les bords duvetés de vos mèches tordues

Je m'enivre ardemment des senteurs confondues

De l'huile de coco, du musc et du goudron.
— Charles Baudelaire, Les Fleurs du mal, « La Chevelure »
Dans Les Aventures de Pinocchio de Carlo Collodi, un personnage majeur est la fée aux cheveux bleus.
En 1987, Rachid Ferrache sort le disque La petite fille aux cheveux bleus.

### Personnages d’œuvres de fiction

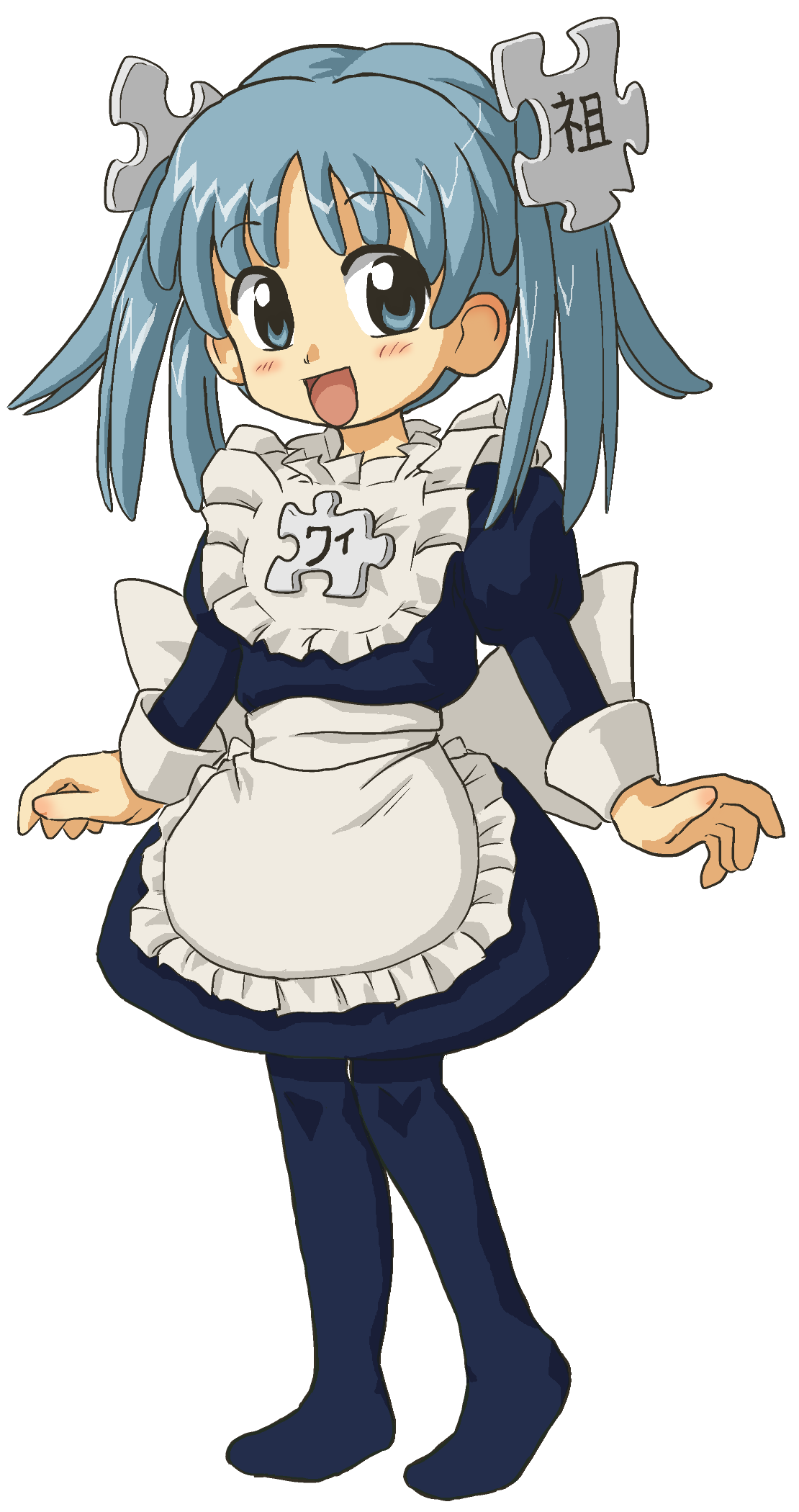
Une OS-tan de Wikipédia représentée avec des cheveux bleus.

- Miimé, un personnage de Capitaine Albator ;
- Bulma et sa fille Bra, des personnages de Dragon Ball ;
- Emma, un des personnages principaux de Le bleu est une couleur chaude, une bande dessinée française de Jul' Maroh. Cette bande dessinée fait l'objet en 2013 d'une adaptation cinématographique, La Vie d'Adèle : Chapitres 1 et 2 d'Abdellatif Kechiche ;
- Xenovia, un personnage de High School DxD ;
- Aria, un personnage de Saint Seiya Omega ;
- Yurlungur, un personnage de Solatorobo: Red the Hunter ;
- Jill Bioskop, un personnage de La Trilogie Nikopol (La Foire aux immortels, La Femme piège et Froid Équateur) d'Enki Bilal. Ces bandes dessinées ont fait l'objet en 2004 d'une adaptation cinématographique, Immortel, ad vitam d'Enki Bilal lui-même ;
- Marge Simpson, un personnage des Simpson ;
- Mio Naganohara, un personnage de  Nichijō ;
- Gerald, un personnage de Fairy Tail ;
- Grimmjow Jaggerjack, un personnage de Bleach ;
- Black Star, un personnage de Soul Eater ;
- James, un personnage de l'animé Pokemon ;
- Alex, un personnage du jeu vidéo Golden Sun ;
- Sofia, un personnage du jeu vidéo Golden Sun ;
- Piers, un personnage du jeu vidéo Golden Sun : l'Age Perdu ;
- Haru, un personnage du jeu vidéo Golden Sun : Obscure Aurore ;
- Robin, un personnage du jeu vidéo Golden Sun : Obscure Aurore ;
- Nowell, un personnage du jeu vidéo Golden Sun : Obscure Aurore ;
- Chloe Price, un personnage de Life is Strange ;
- Hatsune Miku, chanteuse virtuelle créée avec le logiciel de synthèse vocale Vocaloid ;
- Ami Mizuno ou Molly en VF, alias Sailor Mercure du manga et de l'animé Sailor Moon ;
- Nayru, un personnage du jeu vidéo The Legend of Zelda: Oracle of Ages ;
- Jinx, un personnage du jeu vidéo League of Legends et de la série Arcane (série télévisée).